# Aeromodelism
Aeromodelismul este un sport tehnico-aplicativ ce constă în proiectarea, construirea și pilotarea sau lansarea în zbor a aeromodelelor. Un model de aeronavă este o aeronavă la scară redusă, fără pilot și poate fi o replică a unei aeronave existente sau imaginare. Uneori, poate fi modelată doar o parte a unei aeronave. Modelele de aeronave sunt împărțite în două grupe de bază: modele care zboară și care nu zboară.

Modelele care nu zboară sunt denumite și modele statice. Modelele statice variază de la modele foarte precise și detaliate produse pentru expunerea în muzee și până la kituri de jucării produse în serie, realizate din polistiren sau rășină.

Modelele care zboară variază de la simple planoare de jucărie, realizate din hârtie, balsa, carton sau spumă de polistiren, până la modele electrice la scară, construite din balsa, bambus, polistiren, metal, rășină sintetică, fibră de carbon sau fibră de sticlă, mylar sau alte materiale.

## Clasificări
Aeromodelul este un model de avion de dimensiuni reduse, care poate zbura sau plana pe o distanță apreciabilă. Se construiesc folosind materiale ușoare cum ar fi baghete de lemn de brad, placaj din lemn de mesteacăn, lemn de balsa, polistiren, fibră de sticlă sau fibră de carbon.
Reprezentările pot varia de la simple planoare la machete la scara redusă.
Aeromodele pot fi construite ca modele statice sau ca aeromodele pentru aeromodelism (zbor circular sau radio-comandate, RC).

### Aeromodele
Sunt împărțite de către Federația Aeronautică Internațională (FAI) pentru sportul aeromodelistic în funcție de modalitatea zborului, dimensiunile de gabarit, tipul propulsorului și capacitatea cilindrică în mai multe clase:
- clasa F-1: pentru aeromodele pentru zbor liber, unde aeromodelistul nu are control asupra aeromodelului.
- clasa F-2: cu aeromodele controlate prin cabluri (captive), unde aeromodelistul controlează aeromodelul folosind 2 sau mai multe cabluri mono sau multifilare atasate la o mansa centrala si un triunghi[necesită clarificare] sau sistemde de comanda complexe compuse din unul sau mai multe triunghiuri de comanda plus tijele de comanda aferente.[necesită clarificare]
- clasa F-3: cu aeromodele controlate prin unde radio, unde aeromodelistul controlează aeromodelul prin folosirea unei statii de radiocomanda operata de aeromodelist si care transmite semnale catre receptorul plasat în aeromodel.
- clasa F-4: machete.
- clasa F-5: cu motor electric.
- clasa F-7: aerostate.

#### Aeromodele pentru zbor liber (F-1)
Această clasă include modelele de planoare (categoriile F-1-A și F-1-E), aeromodelele cu motor din fir de cauciuc (F-1-B) și cu motor (F-1-C), precum și aeromodelele de cameră, de avioane și elicoptere (F-1-D).
Planoare
- Un model de planor (F-1-A), adică de aparat de zbor fără motor, capabil să planeze în curenți de aer ascendenți, se lansează ca și zmeul de hârtie. Când a atins o anumită înălțime, cablul cu care este remorcat se desprinde automat și modelul își continuă zborul planat. De obicei asemenea modele sunt lansate de către două persoane cu ajutorul unui cablu de maxim 50 m lungime: una ține modelul, iar cealaltă - capătul liber al cablului. La comanda "lansare" prima lansează modelul, iar cea de a doua manipulează cablul până când modelul se ridică la înălțimea necesară.

Propulsoare
- La aeromodelele cu motor de cauciuc (F-1-B), forța de tracțiune este asigurată de rotirea elicei, care este acționată de un motor de cauciuc (o împletitură din fibre de cauciuc special, foarte elastic, răsucită). Propulsat de motorul de cauciuc, aeromodelul ia înălțime, după care planează, plutește în curenții ascendenți de aer și aterizează lin. Ele au următoarele caracteristici tehnice: aria suprafeței portante de 17-19 dm², masa de zbor, în afară de cea a motorului - cel puțin de 190g, sarcina specifică maximă pe suprafața portantă - 500H pe 1dm², masa motorului - cel mult 40g.
- Competițiile cu aeromodele de cameră, numite și micromodele (F-1-D), cu motor de cauciuc, au loc numai în încăperi închise (saline, sal. Modele de acest fel sunt foarte ușoare (1-10 g) și au dimensiuni relativ reduse (anvergura aripii până la 60 cm/600mm).
- Zborul modelelor de planoare cu motor cu ardere (F-1-C) este limitat de un dispozitiv special de tip cronometru (în engleză timer). Asemenea modele își iau startul cu motorul pornit. Peste cel mult 5 secunde cronometrul oprește motorul și modelul își continuă zborul planând. Capacitatea cilindrică a motorului cu ardere internă nu trebuie să depășească valoarea de 2,5 cm³. Masa-limită a modelului se determină prin înmulțirea capacității cilindrice cu 300.

Toate categoriile de aeromodele cu zbor liber participă la competiții la proba de durată maximă de zbor. Durata de zbor a modelului construit de fiecare participant este limitată la 3 min. Locul întâi îl ocupă modelul care a acumulat cel mai mare număr de puncte (1 secundă corespunde unui punct) în 7 tururi.

#### Aeromodele captive (F-2)
Această clasă include modele de viteză (categoria F-2-A), de acrobație (F-2-B), de curse pe echipe (F-2-C), pentru lupte aeriene (F-2-D). În timpul zborului lor pilotul-modelist ține modelele din această clasă de două fire rezistente de cord. Aceste fire au o lungime de câte 15,92m, cea ce înseamnă că la ficare tură modelele parcurg o distanță de 100m. Grosimea lor variază între 0,3-0,4 mm, în funcție de categoria modelului. În timpul zborului aeromodelele pot fi manevrate prin intermediul ampenajului orizontal numai pe verticală (în sus și în jos).
Concursurile cu aeromodele cu cord au loc pe terenuri special amenajate, acoperite cu un strat de beton sau asfalt și având un diametru de cel puțin 48 m.
- Concursurile cu modele de viteză- (F-2-A), au ca obiectiv atingerea vitezei maxime de zbor pe distanța de 1000 m (10 tururi). Aceste modele sunt echipate cu motoare cu capacitatea cilindrică de 2,5 cm³ și alimentate cu un amestec de combustibil standard.
- Probele cu modele de acrobație-(F-2-B) constau în executarea unui complex din 16 figuri de acrobație aeriană, dintre care cele mai dificile sunt lupingurile (normale, inverse, patrate, în triunghi) și figurile în formă de "opt" (orizontale, verticale, de asupra capului, încrucișate, patrate, în triunghi)
- Cele mai complicate sunt modelele de curse pe echipe- (F-2-C). Regulamentul competițional limitează capacitatea cilindrică a motoarelor la 2,5 cm³, aria suprafeței portante la - 12 dm²,volumul rezervorului - la 7 cm³. Fiecare model este deservit de un pilot și un mecanic. La proba respectivă participă concomitent 3 modele care trebuie să parcurgă în zbor distanța de 10 000 m (100 de tururi) cu escale intermediare.
- De o mare popularitate se bucură categoria de modele pentru lupte aeriene- (F-2-D). La competiții participă două echipe cu modele ce zboară în acelaș timp în interiorul unui cerc. Scopul "luptei aeriene" constă în înregistrarea unui număr maxim de puncte pentru retezarea panglicii prinse de modelul adversarilor și durata menținerii modelului în aer.

#### Aeromodele RC (F-3)
Această clasă se împarte în două categorii: De acrobație (F-3-A) și planoare (F-3-B). Modelele din această clasă au la bord un radioreceptor, ce primește semnalele transmise de pe pământ și astfel este dirijat zborul modelului.

#### Machete (F-4)
Această clasă cuprinde atât machete de avioane cu dirijare prin cablu numite U-control (F-4-B) cât și machete de avioane cu dirijare prin radio (F-4-D).
Competițiile modelelor din această clasă au 2 etape: aprecierea pe stenduri și demonstrarea zborului. În prima etapă arbitrii apreciază calitatea modelului confecționat și în ce măsură el corespunde prototipului de avion sau planor. În cea de a doua etapă sportivul demonstrează anumite calități ale avionului-prototip, de exemplu, excamotarea și scoaterea trenului de aterizare, dirijarea turației motorului, funcționarea flapsurilor ș.a. 

#### Aeromodele cu motor electric (F-5)
- De acrobație (F-5-A)
- Planoare cu motor electric (F-5-B)
- Modele de elicoptere (F-5-C)
- Aeromodele de viteză (F-5-D)
- Modele de avioane cu alimentare de la baterii solare (F-5-E)

#### Micromodele
Fac parte din categoria Indoor. Fiind foarte fragile, ele pot să zboare doar în spații închise, în special în saline unde nu sunt curenți de aer. 
Pentru materiale de construcție se foloseau lemn de balsa, paie de secară, sârmă de oțel (d=0,5-0,7 mm). 
Paiul de secară se folosea pentru butucul elicei, pentru fuzelaj iar tăiat cu lama în fâșii subțiri, se folosea la construcția aripilor: bordul de atac, bordul de fugă, nervurile, apoi a ampenajului cât și pentru construcția elicei.
Din sârma de oțel se executau cârligele pentru legătura elicei cu „motorul” de cauciuc iar la celălalt capăt fixare acestuia de fuzelaj.
Un astfel de micromodel era propulsat de un motor de cauciuc. Împânzirea era făcută cu un microfilm subțire transparent. Microfilmul era o soluție compusă din 1% camfor, 3% ulei de ricin, 48% emaită și 48% tiner. 
În România se tin astfel de concursuri în salinele de la Praid și Slănic.

## Construcția și componența
Construcția aeromodelelor se face din lemn de balsa sau din diverse tipuri de polistiren. Majoritatea aeromodelelor electrice sunt construite din polistiren datorită rezistenței acestuia la loviturile cu solul.
La fel ca și avioanele reale, aeromodelele au nevoie de suprafețe de comandă (direcție, profundor, eleroane), motor pentru tracțiune, sistem de alimentare și sistem de control. În general un aeromodel este format din următoarele componente: fuzelaj, motor, elice, aripă, ampenaj, tren de aterizare, regulator electronic (numit și variator), acumulator, servomecanisme și receptor. Pentru a putea fi controlat mai are nevoie de transmițător și diferite tije care leagă servomecanismele de suprafețele de control.

### Fuzelajul
Fuzelajul este corpul aeromodelului, pe care se monteză aripile, ampenajul, motorul și trenul de aterizare. Tot aici pot fi amplasate diverse mecanisme, instalații (de exemplu cronometrul), sau radioreceptorul.
În practica aeromodelismului se folosesc 3 tipuri de fuzelaje: dăltuite în lemn, asamblate și monococe (în formă de găoace). Fuzelajele dăltuite sunt destinate executării unor modele pentru muzeu cu o formă complicată sau cu corpul foarte neted, cum este, de exemplu, cel al planoarelor de curse și al celor de viteză. În funcție de construcția scheletului există fuzelaje asamblate din lise de lemn (așezate longitudinal pe axă) și din rame (așezate transversal). Fuzelajul monococă se confecționează de obicei din hârtie, talaș sau placaj din esențe de lemn foarte ușoare, fiind aplicate pe un șablon ce imită corpul prototipului. Fuzelajul unui model zburător trebuie să fie rezistent, ușor și rigid, de aceea aeromodeliștii folosesc tot mai mult țesătura de fibră de sticlă.

### Motorul
Motorul transformă energia electrică sau energia rezultată prin arderea combustibililor în energie mecanică. În cazul aeromodelelor poate fi electric, termic sau cu reacție. Acesta pune în mișcare elicea (excepție făcând motorul cu reacție care folosește o turbină), care creează fenomenul de portanță.
La aeromodelele cu motor de cauciuc, motorul este alcătuit dintr-un fir de cauciuc, lagăr, bosaje și elice. Majoritatea modelelor de avioane utilate cu motoare mecanice au un singur motor, pe când cele cu motoare de cauciuc pot avea 2 și chiar 3 propulsoare, care le asigură sporirea simțitoare a duratei de zbor.

### Elicea
Elicea este un element de care depinde în mare măsură zborul modelului. Acționată de motorul aparatului, elicea rotindu-se, împinge în spate aerul, făcând modelul să avanseze. Toate modelele zburătoare au elicea bipală, tripală sau chiar qvadrupală, excepție făcând doar modelele de viteză cu cord, a căror elice are o singură pală.
Din punct de vedere aerodinamic elicea este tot o aripă, dar rotativă.
Pentru aeromodele, palele au diferite forme in funcție de tipul și destinația modelului și pot fi construite din diferite materiale ca lemn, mase plastice, fibră carbon, avand uneori și armături interioare pentru creșterea rezistenței mecanice.
Elicea are două caracteristici specifice:
1)Diametrul - diametrul cercului descris în mișcarea de rotație;
2)Pasul - pasul elicei descrise de pală în mișcarea de rotație, dat de înclinarea palei în raport cu planul de rotație.

### Aripa
Aripa aeromodelului este compusă din carcasă și înveliș. Carcasa este alcătuită din borduri marginale numite bord de atac (în fața aripii) și borul de fugă (în spate), racorduri și elemente longitudinale și transversale (longeroane, nervuri). Aripa poate avea o formă dreptunghiulară, trapezoidală ș.a.

### Ampenajul
Ampenajul aeromodelului zburător este alcătuit din stabilizator (plasat orizontal) și derivă (fixată vertical). Există însă modele cu ampenaje cu derivă dublă și dispuse în formă de V. Stabilizatorul seamănă cu o aripă numai de dimensiuni mai reduse, iar deriva are, de regulă, o formă trapezoidală sau elipsoidală.

### Trenul de aterizare
Modelele cu fuzelaj pot fi prevăzute cu roți, iar cele de hidroavioane - cu flotoare. Trenul de aterizare poate fi escamotabil (dislocabil, astfel încât pe timpul zborului să fie amplasat în interiorul aeronavei) sau neescamotabil (fix). La modele de avioane grele el este prevăzut cu roți duble, consolidate cu picioare de forță.

## Aparatură și accesorii pentru telecomandare

### Emițătorul
Emițătorul (telecomanda), numit și radiocomandă, permite aeromodelistului controlul asupra aeromodelului. Acesta funcționează pe baza undelor radio.

### Receptorul
Receptorul se montează în aeromodel, acesta primește semnalele radio de la transmițător și le distribuie celorlalte componente conectate la el sub forma semnalelor electrice. Receptorul, împreună cu transmițătorul, face legătura dintre aeromodelist și aeromodel. Prin intermediul lui se asigura controlul asupra vitezei aeromodelului și asupra direcției în care acesta zboară.

### Regulatorul electronic
Regulatorul controlează numărul de rotații al elicei prin modificarea puterii motorului. Este conectat la motor, la acumulator și la receptor. Regulatoarele pot avea următoarele funcții:
- înainte - determină rotația elicei astfel încât aeromodelul se deplasează înainte.
- stop - oprește motorul.
- frână - determina apariția efectului de frâna aerodinamică; se folosește la modelele de acrobație sau la plierea elicilor, care permit acest lucru, în timpul zborului eliminând astfel posibila rupere a elicilor în timpul aterizării.
- înapoi - determină rotația elicei astfel încât aeromodelul se deplasează înapoi; funcție des folosită la modelele de acrobație.

### Acumulatorul
Acumulatorul asigură energia necesară funcționării aeromodelului. La aeromodelele termice se folosește numai pentru receptor, iar la aeromodele electrice se folosește atât pentru receptor cât și mai ales pentru funcționarea motorului. În aeromodelism se folosesc acumulatori NiMH, LiPo, NiCd, Pb-Acid. Cel mai întâlnit acumulator este cel de tip NiMH, fiind ieftin și eficient. Însă, datorită caracteristicilor acumulatorilor de tip LiPo, aceștia sunt din ce în ce mai folosiți. Acumultorii NiCD sunt mai putin folosiți datorită masei lor mari. În aeromodelism tipul de acumulatori Pb-Acid e folosit numai pentru alimentarea bujiei în cazul aeromodelelor cu motor termic și pentru alimentarea demarorului portabil necesar tot la pornirea motorului termic.

### Servomecanismele
Servomecanismele sunt aparate mici care prin intermediul unor tije asigură controlul suprafețelor de control. Sunt conectate la receptor prin care primesc semnale electrice urmând a le converti pe acestea în lucru mecanic. Ele diferă în funcție de mărime și putere.
Desigur, unele dintre aceste componente pot lipsi în cazul anumitor aeromodele sau pot apărea pe lângă ele și alte componente, mai ales în cazul elicopterelor. De exemplu: 1. poate lipsi motorul, și drept urmare regulatorul, în cazul planoarelor radio comandate; 2. poate fi adus în plus un giroscop care să corecteze poziția aeromodelului deasupra solului.

## Măsuri de siguranță și protecție
Este foarte important de știut faptul că aeromodelismul este un sport și pentru copii. Unele aeromodele sunt foarte rapide și puternice astfel încât pot cauza răni adânci în cazul unor accidente. Este recomandabil ca zborurile să se facă în spații amenajate (aerodromuri, aeroporturi) sau lipsite de oameni (câmpuri, pajiști, dealuri).